# Lega Nazionale Dilettanti
La Lega Nazionale Dilettanti, più comunemente nota come LND, è un'associazione privata non riconosciuta della quale fanno parte le società affiliate alla Federazione Italiana Giuoco Calcio che partecipano alle serie dilettantistiche del campionato italiano di calcio.
Fondata il 2 agosto 1959, la Lega ha sede a Roma e organizza, nel rispetto delle norme federali e tramite i Comitati Regionali, Provinciali, Delegazioni e Divisioni: le serie dilettantistiche del campionato italiano di calcio, le coppe e supercoppe dilettantistiche di calcio; il terzo, quarto e quinto livello del Campionato italiano femminile di calcio e la Coppa Italia Serie C femminile; i campionati e le coppe, maschili e femminili, di calcio a 5; i campionati e le coppe di beach soccer.

## Storia
La Lega Nazionale Dilettanti nacque il 2 agosto 1959, in seguito alla riforma Zauli: alla Lega Nazionale Dilettanti fu assegnata la coordinazione dei campionati locali di Prima, Seconda e Terza Categoria gestiti, come al solito, dai Comitati Regionali, che prima di allora dipendevano direttamente dalla FIGC. Il primo presidente della L.N.D. fu l'ingegnere Ottorino Barassi, in passato anche presidente della FIGC; il primo consiglio della Lega comprendeva Carlo Arcudi, Renzo Lodi, Alfredo Conticini e Raffaele Ligore e il segretario Paolo Minà.
Tra il 1960 e il 1964 la Lega Nazionale Dilettanti affrontò con successo le competenze un tempo della FIGC e ora a lei affidate, come il coordinamento dei campionati regionali gestiti dai Comitati Regionali e l'impiantistica sportiva: nel giro di due anni l'attività agonistica tra i Dilettanti era aumentata di oltre il 50%. Nel 1962 venne costituita la squadra nazionale dilettante, la quale ben si comportò al primo torneo internazionale a cui prese parte, svoltosi in Inghilterra. Nel 1964 uscì il primo numero della rivista ufficiale della L.N.D., Calcio Dilettanti, a cui collaborò anche Luciano Barra, che poi avrebbe fatto carriera nel CONI. Nello stesso anno il presidente della FIGC, Pasquale, propose di rendere di nomina i presidenti dei Comitati Regionali ma di fronte alle opposizioni fu costretto a non attuare la sua proposta.
La prima assemblea della L.N.D. si tenne nei primi mesi del 1965, e vi parteciparono oltre il 90% delle affiliate alla Lega, un numero intorno alle 2.000 unità. Nel 1967 fu introdotto il Campionato di Promozione e si svolse la prima edizione della Coppa Italia Dilettanti, la cui vincente, in teoria, si sarebbe qualificata a una competizione anglo-italiana in cui avrebbe affrontato in una doppia finale la vincente della Coppa Dilettanti inglese: tale competizione durò per parecchi decenni, per poi essere soppressa. Nel frattempo la Lega dovette affrontare il problema dell'aumento delle squadre iscritte che aumentavano di anno in anno (dalle 2.000 squadre affiliate si passò a oltre 6.000 nel 1971) e della regolarità dei campionati.
Dopo la dipartita di Barassi nel 1971, venne eletto presidente della Lega Artemio Franchi, il quale mantenne la carica fino al 1978, allorché divenne presidente della FIGC. Fu sostituito da Antonio Ricchieri, eletto dopo una turbolenta elezione nel corso della quale gli elettori erano divisi in tre fazioni: i rappresentanti del Nord erano schierati con Ricchieri, quelli dell'Italia Centrale con Cesare Camilletti e quelli dell'Italia meridionale con Orazio Siino; si narra che durante le elezioni, il presidente dell'assemblea Artemio Franchi, perdendo la pazienza, batté con tanta violenza il pugno sul tavolo che si fratturò una mano. Antonio Ricchieri fu alla presidenza della Lega per nove anni, nel corso dei quali si verificò un aumento delle società e degli atleti tesserati: dalle 6.000 squadre affiliate (1971) si era passati alle oltre 9.000 (1978) mentre i calciatori dilettanti passarono dai 100.000 ai 600.000 atleti (1978).
Nel 1981 la Lega Nazionale Semiprofessionisti, che gestiva i campionati di Serie C1, Serie C2 e Serie D, fu soppressa e sostituita dalla Lega Nazionale Serie C, che era professionistica e gestiva i campionati di Serie C1 e C2. Conseguenza della riforma fu la soppressione della Serie D semiprofessionistica, sostituita dal Campionato Interregionale affidato alla gestione della Lega Nazionale Dilettanti.
La L.N.D. gestiva un campionato non regionale bensì interregionale, le cui vincenti sarebbero state promosse nei campionati professionistici, istituendo nel 1981 il Comitato per l'attività Interregionale con sede a Roma in Via Tevere 11.
Negli anni successivi la Lega Nazionale Dilettanti cominciò a gestire il campionato nazionale di Calcio a 5, nonché il campionato italiano femminile di calcio, mentre le società affiliate alla Lega erano arrivate a superare le 10.000 unità.
Nel 1987 fu eletto presidente della Lega Nazionale Dilettanti Elio Giulivi, che mantenne la carica fino al 1998. Nel 1990 la LND decise di istituire il Campionato Amatori per andare incontro alle persone che per motivi lavorativi o di età erano impossibilitati a svolgere un'attività agonistica ma che comunque ambivano a praticare comunque lo sport.
Nel 1998, in seguito a una diatriba giuridica dovuta al risultato di una gara, il presidente della LND Giulivi venne inibito per un anno e la stessa lega viene commissariata. Giulivi fu così sostituito nel 1999 da Carlo Tavecchio, in passato presidente del comitato regionale Lombardia. Vennero eletti inoltre tre vicepresidenti, ognuno rappresentante le tre aree geografiche dell'Italia: Luigi Ragno per il Nord, Alberto Mambelli per il Centro e Achille Candido per il Sud. Per la segreteria della lega venne scelto Claudio Cresta, poi sostituito da Massimo Ciaccolini, coadiuvato dal vicesegretario Gabriella Lombi. Nello stesso anno il Campionato Nazionale Dilettanti torna a chiamarsi Serie D e viene organizzata dal Comitato Interregionale della LND, istituito nella stagione 1981-82.
Nel 2009 Carlo Tavecchio viene nominato vicepresidente della FIGC. Nel dirigere la LND, lui prosegue nel solco del mantenimento della "politica dei servizi" confermando lo sportello unico LND-SGS a favore delle associate e promuove l'iscrizione delle società al Registro CONI per usufruire delle agevolazioni fiscali. Tavecchio viene confermato in seno alla Commissione UEFA per il calcio dilettantistico e giovanile per il biennio 2011-2013 in qualità di membro effettivo. Nel frattempo diversi Comitati Regionali realizzano nuovi sedi in Sardegna, Umbria, Trento e Bolzano e ed acquistando quelle in Veneto, Calabria, Campania, Liguria, Emilia Romagna e Lombardia. La LND cresce sul territorio con l'assunzione di oltre 120 dipendenti assegnati alle Delegazioni Provinciali e Distrettuali.
Tra il 2009 e il 2011 la LND porta a compimento diversi obiettivi strategici prefissati nello statuto federale: la trasformazione del comitato interregionale in un dipartimento per l'attività di Serie D, l'abolizione del comitato regionale Trentino Alto Adige e la contestuale elevazione allo stesso rango dei comitati autonomi di Trento e di Bolzano, per finire al riconoscimento federale del Dipartimento Beach Soccer. In sintonia con il presidente della FIGC Giancarlo Abete la Lega Nazionale Dilettanti dal 2009 al 2011 assurge a ruolo primario di rappresentante della ragione politica di indirizzo strategico nella Federazione Italiana Giuoco Calcio. Nel 2011 viene dato il via libero agli allenatori con patentino fino alla 1ª categoria compresa per soddisfare le richieste delle società che necessitano di una regolamentazione più snella e meno stringente per portare avanti l'attività agonistica in una fase di generale ristrettezza economica. Sempre nel 2011 si è provveduto ad eleggere all'unanimità il vice presidente dell'area nord, Claudio Bocchietti, carica vacante a seguito dell'elezione di Fiorenzo Vaccari a presidente del Comitato Regionale Veneto, commissariato nell'aprile del 2010, mentre Mariano Delogu assume la carica di consigliere Federale LND fino alla scadenza del mandato nel 2012. Nel giugno del 2011 viene commissariata la Divisione calcio femminile.
Nel settembre 2011 si svolge la sesta edizione del campionato mondiale di beach soccer, organizzata dalla LND sotto delega della FIGC a Marina di Ravenna: il torneo riscuote un importante successo con oltre 5000 presenze e sei ore di diretta televisiva al giorno, nonostante l'eliminazione ai quarti di finale dell'Italia contro la nazionale di El Salvador.
La LND nel corso delle stagioni 2012/2013 e 2013/2014 ha promosso ed incentivato numerose iniziative di carattere sociale e solidale: viene varata la Fair Play TIM Cup, una speciale competizione orientata alla valorizzazione dei principi di correttezza dentro e fuori dal campo e che ha coinvolto diverse regioni. È proseguito anche il progetto "Campi senza barriere", rivolto alla diffusione della cultura del rispetto delle regole e degli avversari, con l'adeguamento della tribuna dello stadio di Pesaro e con l'ottenimento della deroga all'attuazione del progetto basato sulla Determinazione 28/2019 dell'Osservatorio Nazionale sulle Manifestazioni Sportive. Tra le misure varate a protezione delle società sportive dilettantistiche, colpite duramente dalla crisi economica, di particolare rilevanza è stata quella del microcredito.
Nel giugno del 2013 la rappresentativa Veneto alza in cielo la sua seconda UEFA Regions' Cup, la massima competizione dilettantistica continentale organizzata in Veneto con la collaborazione della LND e del comitato regionale. In tema di impianti, la LND avvia il progetto dei centri di formazione, prevendendo la realizzazione di almeno un impianto in ogni regione d'Italia da destinare all'attività giovanile: durante la stagione 2013/2014 vengono completati gli impianti di Firenze, Oristano e Catanzaro e avviati i cantieri di Roma, Monte San Giusto (Marche) e Colorno (Emilia Romagna). I progetti prevedono quasi sempre la riqualificazione di strutture preesistenti improntando gli interventi sulla sostenibilità energetica ed al ricorso alle nuove tecnologie. Parallelamente la LND avvia un tavolo comune con ANCI per varare delle misure a sostegno dell'impiantistica, rivolte principalmente alla sicurezza, all'efficientamento energetico ed all' innovazione per il benessere delle comunità territoriali.
Nel febbraio 2014 la nazionale di calcio a 5 vince il campionato europeo disputato quell'anno in Belgio, battendo la Russia in finale per 3-1.
A fine luglio 2014, dopo oltre 15 anni, Carlo Tavecchio lascia la presidenza della LND per candidarsi alla massima carica della FIGC, dove risulterà eletto. A capo della LND rimane il vicepresidente Alberto Mambelli fino all'assemblea straordinaria elettiva del 10 novembre:  in quella data viene eletto presidente Felice Belloli, già al vertice del comitato regionale Lombardia dal 2008 al 2014, con Antonio Cosentino come vicepresidente vicario, Claudio Bocchietti, Alberto Mambelli e Sandro Morgana vicepresidenti delle aree nord, centro e sud. Dal 22 maggio 2015 Antonio Cosentino assume la reggenza della LND dopo la sfiducia del Consiglio Direttivo espressa nei confronti di Felice Belloli che aveva rimesso il mandato proprio all'assise. 
Il 24 ottobre l'assemblea straordinaria elegge Antonio Cosentino a capo della LND, Alberto Mambelli come vicepresidente vicario, Claudio Bocchietti, Alberto Mambelli e Sandro Morgana come vicepresidenti delle aree nord, centro e sud e Renzo Burelli, Giuseppe Caridi e Salvatore Colonna come consiglieri federali. 
Tra il 2015 e il 2016 sono stati organizzati convegni in ogni regione d'Italia in occasione di Expo Milano. Con il progetto "Nutrizione è salute", organizzato insieme Federazione Medici Sportivi Italiani (FMSI), è stata affrontata la tematica dell'alimentazione e dell'integrazione alimentare per offrire un'opportunità importante all'oltre milione di calciatori giovani e dilettanti.
Il 26 gennaio a Potenza viene inaugurata la nuova sede del Comitato Regionale Basilicata che va ad aggiungersi agli altri dieci già realizzati in altrettante regioni. Viene rinnovata la formula storica del Torneo delle Regioni che, per la prima volta, viene diviso in due eventi disputati in altrettante sedi. A marzo, in Piemonte, va in scena la competizione riservata alle rappresentative regionali del calcio a cinque, mentre a giugno, in Calabria, si disputa quello riservato al calcio a undici. A dicembre del 2016 viene inaugurato il Centro di Formazione Federale di Egna, in provincia di Bolzano, la quarta struttura completata nel piano generale delle realizzazioni.
Il 28 gennaio 2017 l'assemblea elettiva della Lega Nazionale Dilettanti elegge all'unanimità Cosimo Sibilia, già presidente dell'Avellino nel biennio 1994-1995, presidente del comitato regionale Campania tra il 1994 e il 2000 e commissario straordinario dello stesso comitato nel 2016. Con lui vengono eletti  il Vicario Ermelindo Bacchetta e i Vicepresidenti Florio Zanon (Nord), Fabio Bresci (Centro) e Sandro Morgana (Sud), oltre ai consiglieri federali in quota LND Karl Rungger (Nord), Giuseppe Caridi (Centro) e Antonio Cosentino (Sud). Nel marzo successivo Sibilia viene eletto dal Consiglio Federale vice presidente vicario della FIGC.
Per la stagione 2017/2018, a seguito dell'approvazione delle proposte del Consiglio Direttivo da parte del Consiglio Federale, viene introdotta la numerazione fissa da 1 a 99 per i giocatori e si ha il passaggio alle cinque sostituzioni a partita; anche nel calcio femminile viene confermata la facoltà per le calciatrici dei campionati Nazionali A e B di personalizzare con numeri e cognomi la propria divisa per tutta la stagione.
Nell'estate 2018 la nazionale di beach soccer conquista il suo secondo titolo europeo, dopo il primo conquistato a Marsiglia nel 2005, sulla sabbia di Alghero battendo in finale la Spagna per 9-8.
Nel 2019 ricorre il sessantesimo anniversario dalla costituzione della Lega Nazionale Dilettanti e la ricorrenza è stata celebrata con una serie di appuntamenti che hanno avuto, quale comune denominatore, la promozione del territorio, esaltando il valore sociale e culturale, del calcio dilettantistico. Gli eventi si sono svolti in maniera itinerante, da nord a sud, coinvolgendo tutte le regioni con appuntamenti di campo ed eventi dedicati. Per l'occasione la LND ha prodotto un cortometraggio dal titolo "Primi su ogni pallone", che ha ricevuto la menzione d'onore al World Challenge della FIS, la federazione internazionale del cinema sportivo. La tappa finale del tour è stata Roma, con la cerimonia di chiusura nella Sala della Protomoteca in Campidoglio alla presenza delle massime autorità dello sport e del calcio italiano. In occasione del sessantesimo anniversario, viene presentato anche il nuovo logo celebrativo della lega.
A partire dal girone di ritorno della stagione 2018/2019 vengono istituiti dei premi di natura economica per i club di Eccellenza e Promozione che, nel corso dei rispettivi campionati regionali, avranno fatto ricorso al maggior numero di giovani calciatori oltre quelli obbligatori già previsti dai regolamenti. Nella prima stagione i premi vengono assegnati solo alle società prime classificate in una speciale graduatoria, mentre a partire dalla 2019-2020 vengono estesi alle prime tre posizioni con le presenze dei giovani rilevate per tutta la durata del campionato, ad eccezione delle ultime tre giornate.
Anche il beach soccer si rinnova: viene varato il nuovo format della Serie A, con la suddivisione della categoria in Poule Scudetto e Poule Promozione.
Nel 2019 viene avviato il progetto Esports e la LND è la prima componente federale ad organizzare un campionato sperimentale di calcio virtuale in occasione dei Tornei delle Regioni di calcio a 11 e calcio a 5. In seguito prende il via il Road Show 2k20, un torneo in 20 tappe regionali e una finale nazionale per assegnare il primo titolo italiano Esports sotto l'egida della LND, con l'obiettivo di promuovere i videogames sportivi come veicolo di aggregazione per i giovani, ma anche di incentivare l'accesso a questo mondo da parte di chi gioca a calcio, proponendo un modello virtuoso in grado di contrastare la sedentarietà e l'asocialità.

## Struttura

### Dipartimento Interregionale
La LND, tramite il Comitato per l'attività Interregionale, organizza il campionato di Serie D per 162 squadre rappresentanti tutte le regioni italiane, divise in 9 gironi stilati su base geografica.
Inoltre gestisce la Coppa Italia Serie D e il Campionato Juniores.
All'inizio della stagione sportiva 2011-2012 il Comitato per l'attività Interregionale è stato trasformato in Dipartimento Interregionale.

### Dipartimento Calcio Femminile

#### Divisione Calcio Femminile
La LND, a partire dalla stagione 1986-1987, accolse nel suo seno le società di calcio femminile provenienti dalla disciolta Federazione Italiana Giuoco Calcio femminile organizzando i campionati di Serie A femminile e Serie B femminile a carattere interregionale, mentre per la Serie C e Serie D femminile i campionati furono assegnati ai Comitati Regionali di competenza.
Nel 1997 le società di calcio femminile furono chiamate alla nomina di un presidente e la sostituzione della preesistente commissione designata dalla LND per lo sviluppo del calcio femminile con una divisione a sé stante per l'organizzazione di tutto il calcio femminile, non più demandata alla LND.
Viene perciò creata la Divisione Calcio Femminile formata da un consiglio di presidenza composto da 6 componenti (3 presidenti di Comitato Regionale e 3 consiglieri nominati dal presidente) e alla Presidenza fu eletta Natalina Ceraso Levati già presidente del Comitato Regionale Lombardo della F.I.G.C.F. fino al 1986 e presidente per molti anni della Fiammamonza.

#### Dipartimento della LND
A seguito della riunione del Consiglio Federale del 10 gennaio 2013 la Divisione Calcio Femminile è diventata un Dipartimento della Lega Nazionale Dilettanti.
A partire dalla stagione 2018-2019 la LND organizza solamente i campionati di Serie C e quelli inferiori dopo il passaggio della competenza dei campionati di Serie A e B direttamente alla FIGC.

### Divisione Calcio a 5
Il Comitato nazionale calcetto, nato dalla fusione tra la Federazione Italiana Calcetto e la Lega Italiana Calcetto entrò a far parte della F.I.G.C. nel 1983. Il Calcio a 5 fu inserito nella LND nel 1989 che attualmente organizza direttamente i campionati di Serie A, Serie A2 e Serie B, mentre per la Serie C e Serie D i campionati sono gestiti dai Comitati Regionali di competenza.

### Dipartimento Beach Soccer
Il Dipartimento Beach Soccer della Lega Nazionale Dilettanti si occupa dell'organizzazione delle manifestazioni ufficiali di beach soccer: il campionato italiano di beach soccer, la Coppa Italia di beach soccer, la Supercoppa Italiana di beach soccer. Gestisce inoltre l'attività della Nazionale di beach soccer dell'Italia.

### Settore Giovanile e Scolastico
È la nuova denominazione data al movimento giovanile nel 1959 dopo la riforma Zauli all'ex Lega Giovanile nata a Perugia il 15 settembre 1947.
Il Settore Giovanile e Scolastico FIGC, tramite l'ufficio Attività Agonistica, organizza direttamente:
- il Campionato Nazionale Allievi Professionisti Serie A e B,
- il Campionato Nazionale Allievi Professionisti I e II Divisione,
- il Campionato Nazionale Giovanissimi Professionisti,

a cui possono partecipare soltanto le società professionistiche italiane.
Le società dilettantistiche sono gestite e organizzate da:
- i Comitati Regionali FIGC di competenza che organizzano i campionati Allievi, Giovanissimi, Esordienti (per tutte queste categorie anche i campionati femminili) a livello Regionale,
- le Delegazioni Provinciali e Distrettuali FIGC che organizzano i campionati Allievi, Giovanissimi, Esordienti, Pulcini e i tornei Piccoli Amici a livello provinciale e locale.

### Comitati Regionali
La LND, attraverso i 19 Comitati Regionali (ne esiste uno unico per Piemonte e Valle d'Aosta), gestisce i campionati di Eccellenza, Promozione, Prima Categoria e Seconda Categoria, oltre ai campionati giovanili regionali, alla Coppa Italia Dilettanti per i club di Eccellenza e Promozione e alle varie coppe regionali per i club delle tre categorie inferiori.

### Delegazioni Provinciali e Distrettuali
Mediante gli organi locali, la LND organizza il campionato di Terza Categoria e i campionati giovanili provinciali. Solo in Trentino-Alto Adige i Comitati Autonomi delle Province Autonome di Trento e Bolzano organizzano anche i campionati di Promozione, Prima Categoria e Seconda Categoria.

## Consiglio direttivo
- Presidente: Giancarlo Abete
- Vice-presidenti: Christian Mossino (vicario), Giulio Ivaldi (Nord), Giovanni Cadoni (Centro), Saverio Mirarchi (Sud)
- Consiglieri federali: Stella Frascà, Daniele Ortolano, Maria Rita Acciardi, Florio Zanon
- Segretario generale: Massimo Ciaccolini.

## Rappresentative nazionali
Oltre alla direzioni dei campionati e delle coppe di Lega, la stessa gestisce l'attività svolta dalle rappresentative nazionali (Under 19 Serie D, Under 18, Under 17, Under 16 e Under 15)  che partecipano a competizioni nazionali e internazionali.

## Loghi

Logo utilizzato dalla Lega Nazionale Dilettanti dal 2008 al 2017
Logo utilizzato dalla Lega Nazionale Dilettanti dal 2017 al 2019
Logo celebrativo dei 60 anni della Lega Nazionale Dilettanti in uso dal 2019